# Yens
Yens es una comuna suiza del cantón de Vaud, situada en el distrito de Morges. Limita al norte con las comunas de Ballens y Apples, al este con Bussy-Chardonney y Denens, al sur con Villars-sous-Yens y Lavigny, y al oeste con Saint-Livres y Bière. 
La comuna está situada a 14 kilómetros del lago Lemán y a 105 km de Berna, además, formó parte hasta el 31 de diciembre de 2007 del círculo de Villars-sous-Yens.

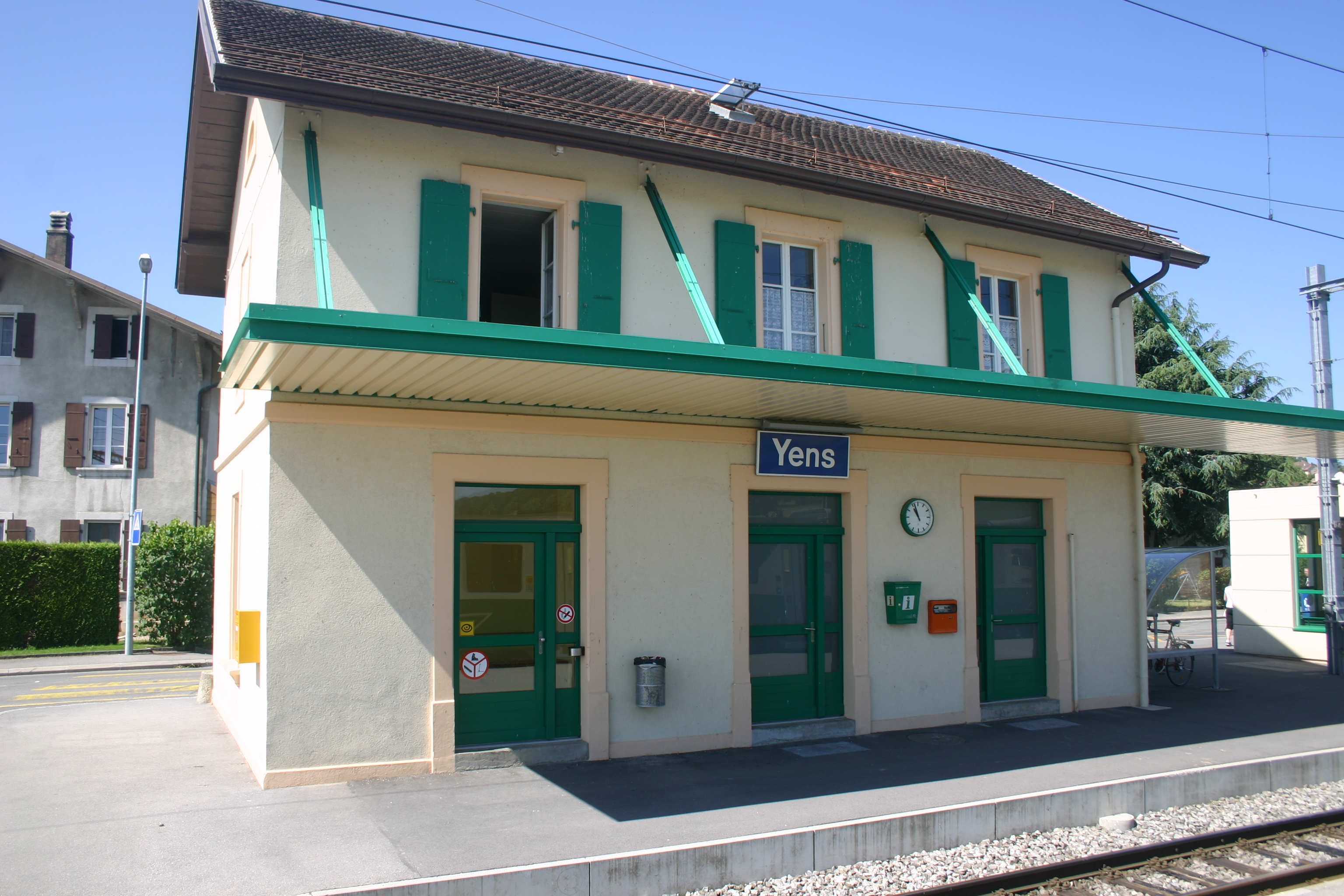
Estación de trenes de Yens.